# الهياج (العدين)

تعديل مصدري - تعديل

الهياج محلة تابعة لقرية النخلة، التابعة لعزلة بني هات بمديرية العدين إحدى مديريات محافظة إب في الجمهورية اليمنية، بلغ تعداد سكانها 25 حسب تعداد اليمن لعام 2004.